# 日独伊防共トリオ
日独伊防共トリオ (にちどくいぼうきょうトリオ) は、1937年に結ばれた日独伊防共協定を基に作られ、1938年5月に発表された反共ソング。作詞は長田幹彦、作曲は阿部武雄。対外放送で使われた。
裏面は伊藤久男の『三國防共協定歌』である。

## 歌詞
（著作権保護期間満了）